# Microcalcarifera phricocrossa
Microcalcarifera phricocrossa là một loài bướm đêm trong họ Geometridae.